# Brachidontes blakeanus
Brachidontes blakeanus is een tweekleppigensoort uit de familie van de Mytilidae. De wetenschappelijke naam van de soort is voor het eerst geldig gepubliceerd in 1914 door Melvill & Standen.